# Romano Artioli
Romano Artioli, né en 1932, est un homme d'affaires italien notamment impliqué dans l'industrie automobile. 

## Biographie
Né à Moglia dans la province de Mantoue, Romano Artioli grandit à Bolzano où il a géré, dans les années 1980, une des plus grandes concessions automobiles Ferrari du monde. Il devient ensuite propriétaire des marques Bugatti – via la société Bugatti Automobili SpA – et Lotus Cars, dans les années 1990. La Lotus Elise est ainsi baptisée en hommage à sa petite-fille, Elisa. 
Sa fille Elena Artioli est engagée en politique au sein du Südtiroler Volkspartei.
En 1999, il rachète le CRMT